# Aeroportul Perry-Foley
Aeroportul Perry-Foley (IATA: FPY, FAA LID: 40J) este un aeroport din Florida, Statele Unite ale Americii ce deservește zona Perry⁠(d). A fost numit după zona deservită.
Situat la o altitudine de 14 m, aeroportul dispune de 2 piste.

## Infrastructură

### Piste
Aeroportul dispune de 2 piste. Pista 12/30 are suprafața de asfalt și dimensiunile 4.754 picioare × 100 picioare. Pista 18/36 are suprafața de asfalt și dimensiunile 4.986 picioare × 100 picioare. 